# Screen Anarchy
Screen Anarchy, precedentemente conosciuto come Twitch Film o Twitch, è un sito web canadese che offre notizie, interviste e recensioni relative a film internazionali, indipendenti e cult.
Fu fondato nel 2004 da Todd Brown, un cinefilo con interesse personale nel cinema d'essai e film d'exploitation.